# Ellestadit
Ellestadit je mineral. Kemijske je formule Ca5[(Cl,F)|(SiO4,SO4,PO4)3]. Sadrži kalcij, fluor, klor, silicij, kisik, sumpor i fosfor. 
Tvrdoća po Mohsu iznosi 4,5. U prirodi ga se nalazi zajedno s forsteritom, magnezitom, brucitom, hidromagnezitom, periklasom, fluorellestaditom, vapnencem, magnezioferitom, hematitom, srebrodolskitom i anhidritom. Ružičaste je boje.
Ellestadit je dio ellestaditske grupe u koju spadaju fluorellestadit, hidroksilellestadit i mattheddleit. Ellestaditska grupa je dio apatitske supergrupe.
Kad je u prirodi izložen visokoj temperaturi zajedno s mineralima larnitom i brownmilleritom, nastaje mineral ye'elimit.